# 雀兒喜·福金
雀兒喜·福金（英語：Chelsea Forkin，1989年7月14日—）是一名出生於澳大利亞西澳大利亞州的壘球兼棒球選手，司職工具人，目前效力於國家職業快速壘球聯盟澳大利亞胡椒。她曾隨隊參加2004年世界盃女子棒球賽，結果獲得最佳三壘手的獎項。